# SDS (Bohrerschaft)

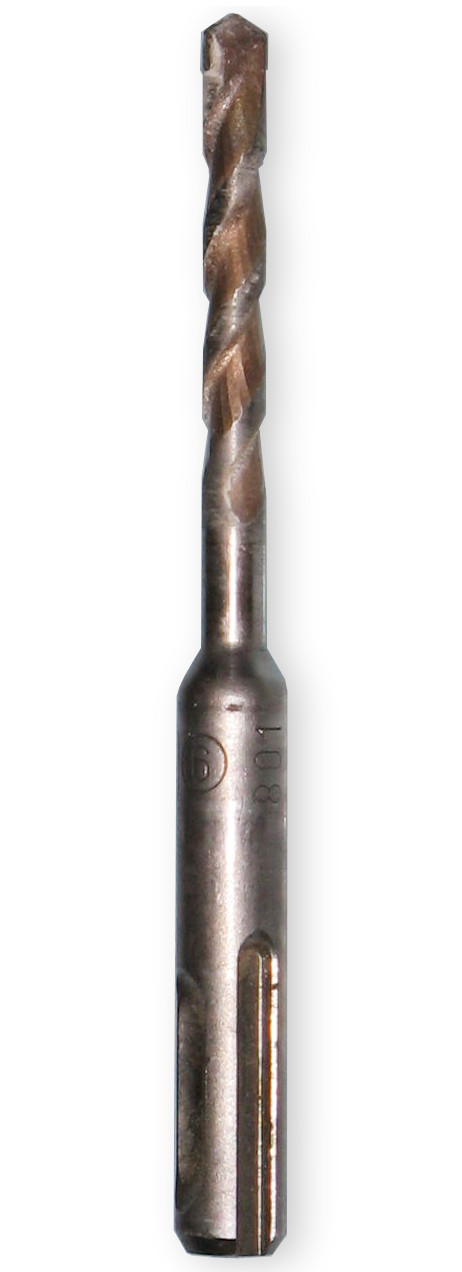
SDS-plus-Bohrer
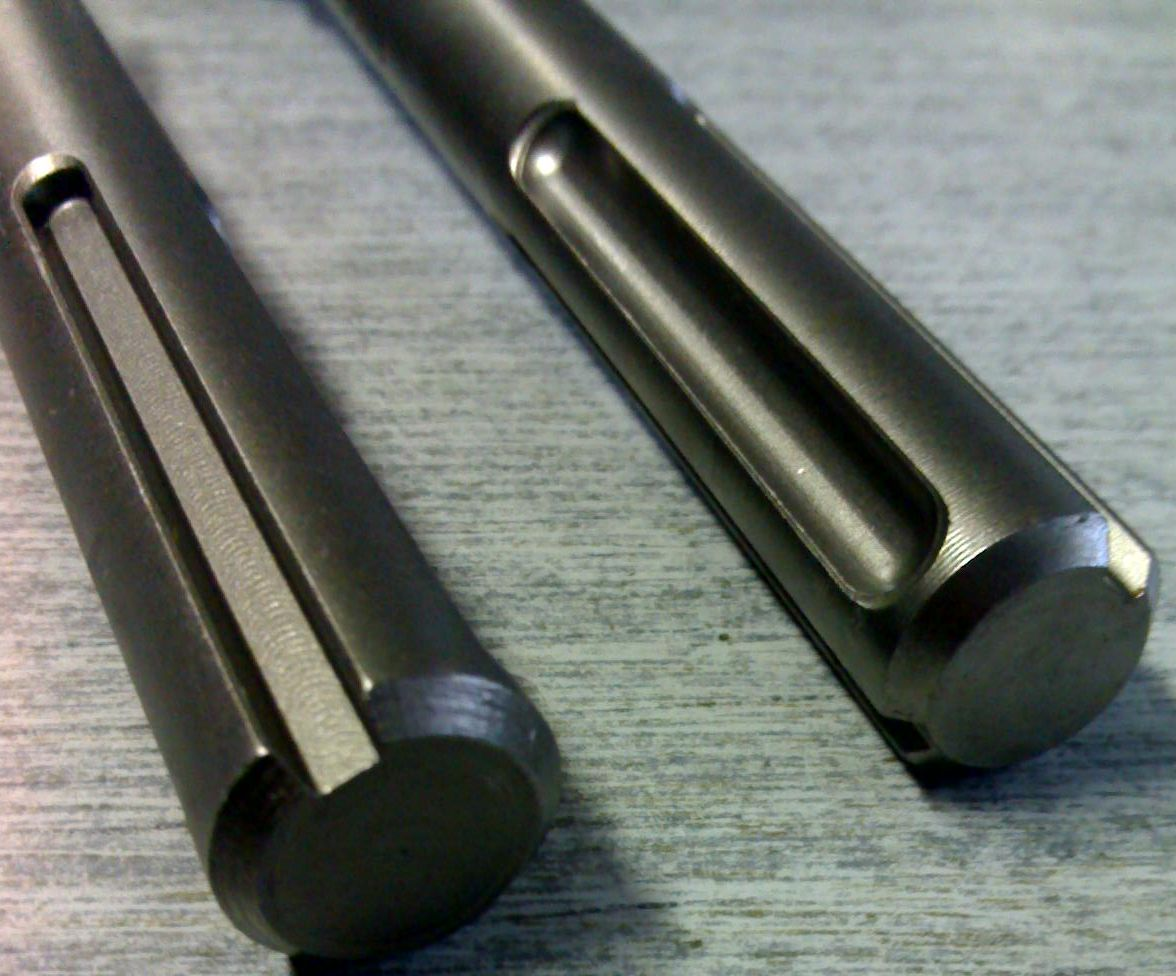
Schaft eines SDS-Max-Bohrers
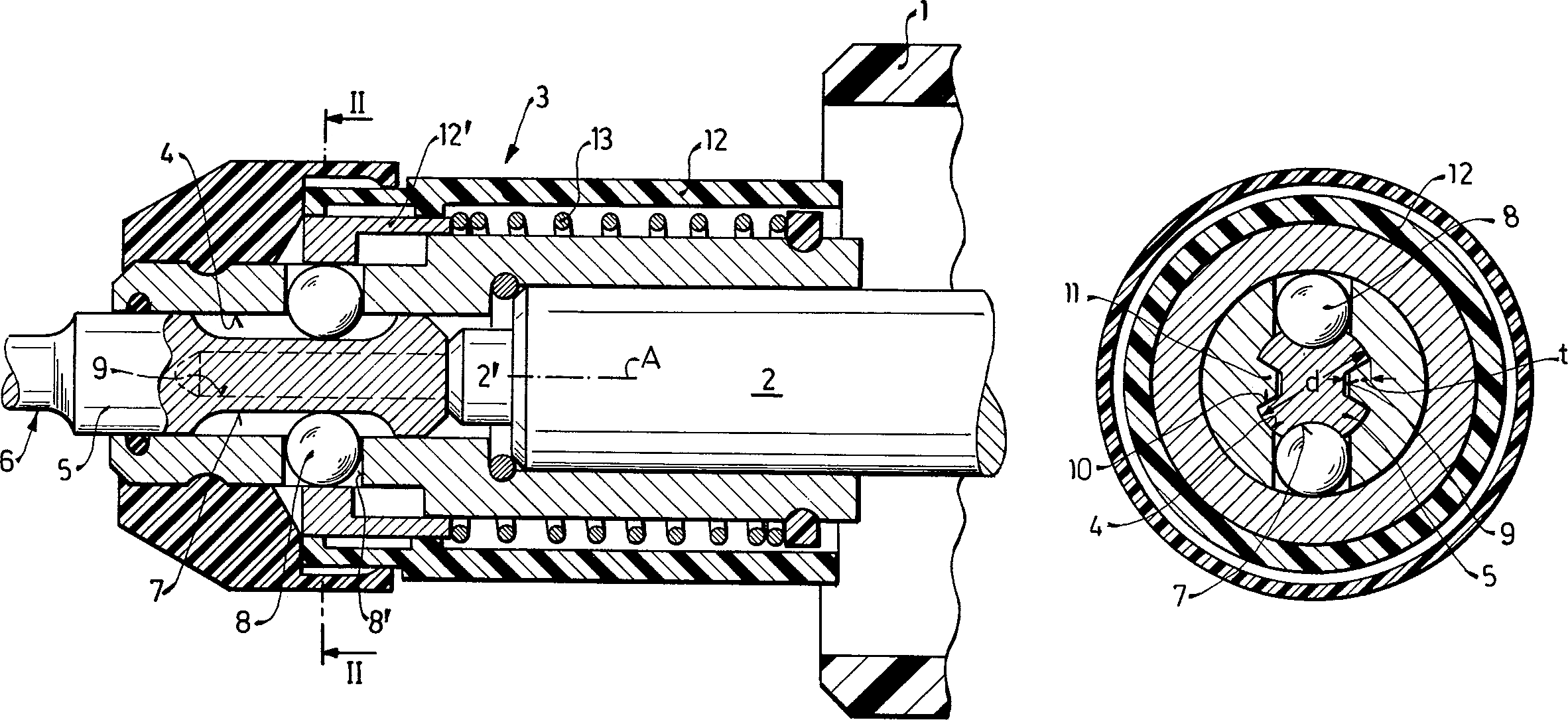
Aufbau des Bohrfutters

Der Begriff SDS bezeichnet ein Bohrerschaft-System für schlagende und drehende Elektrowerkzeuge wie Bohrmaschinen und Bohrhämmer. Bei diesem Einstecksystem ist der Bohrerschaft mit speziellen Nuten versehen, die eine bessere Kraftübertragung gewährleisten. Im Gegensatz zu anderen Einstecksystemen ermöglicht der SDS-Bohrerschaft einen werkzeuglosen und schnellen Wechsel von Bohrern und Meißeln.
Die Abkürzung SDS besitzt mehrere Bedeutungen. Ursprünglich wurde das System unter der Bezeichnung Steck-Dreh-Sitz von Bosch entwickelt und später unter der Bezeichnung Spannen durch System weiterentwickelt. Heute benutzt Bosch auf internationaler Ebene den Begriff Special Direct System.

## Entstehung
Mit der zunehmenden Verbreitung von elektrischen Bohrmaschinen und Bohrhämmern in den 1960er-Jahren entwickelten die Hersteller unterschiedliche, untereinander nicht kompatible Bohrerschaftsysteme und Werkzeugaufnahmen. So führte die Firma Hilti 1967 ein 10-mm-Einstecksystem für leichte Maschinen ein, die Hilti-TE-Aufnahme. Im Jahre 1975 entwickelte die Firma Robert Bosch daraus das „SDS-plus“ genannte Einstecksystem mit einem einheitlichen Schaftdurchmesser von 10 mm. Ein Vorteil dieser Weiterentwicklung war, dass die SDS-plus-Bohrer auch in die TE-C-Aufnahme der Hilti-Maschinen passten.

## Technik
Bei der Hilti-TE-Aufnahme wurde durch eingreifende Walzen (an Stelle der Kugeln) auch die Drehmomentübertragung mittels der flacheren Nuten (mit dem halbkreisförmigen Querschnitt) bewirkt, die bei SDS lediglich die axiale Bewegung begrenzen. Die Schwäche der TE-Bohrer war der Verschleiß an den extrem beanspruchten Kanten dieser Nuten, was dort im Extremfall zu Materialaufwerfungen (Bartbildung) führte, so dass die Werkzeuge mitunter in der Aufnahme festklemmten.
Die Bohrerverriegelung und die Drehmomentübertragung (mit 60 mm² Auflagefläche) erfolgen bei SDS getrennt voneinander und sind nahezu verschleißfrei, sofern der SDS-Schaft gefettet wird.
Die Bohrerverriegelung erfolgt mittels zweier gegenüberliegender Nuten (Halbkreis-Querschnitt), in die jeweils eine im Futter integrierte Kugel einrastet. Das Drehmoment wird dagegen über zwei bis zum Ende durchgehende Nuten übertragen, in die balkenförmige Erhebungen (Stege) im Futter formschlüssig greifen. Bei axialer Bewegung des Bohrers rollt die Kugel ab und die Stege gleiten in den Nuten. Während des Hammerbohrens wird meist nur ein kleiner Teil des insgesamt 13 mm betragenden Längsspiels genutzt.

## Varianten SDS-max und SDS-quick
Die Patente für SDS-plus sind ausgelaufen, daher ist das Angebot nicht mehr auf den Anbieter Bosch beschränkt. Technische Weiterentwicklungen der patentierten Lösung sind nicht auf dem Markt, hingegen gibt es Varianten mit kleinerem und größerem Schaftdurchmesser. Die Varianten sind untereinander nicht kompatibel. 
| Bezeichnung    | Schaft- durch- messer | Auflagefläche für Drehmoment- übertragung | Beschreibung                                                                                                  |
| -------------- | --------------------- | ----------------------------------------- | --- |
| SDS-quick      | 6,8 mm                |                                           | 2011 von Bosch eingeführt, für die kleineren Akkubohrhämmer Bosch-Uneo und Bosch-Uneo Maxx                    |
| SDS (SDS-plus) | 10 mm                 | 060 mm2                                   | 1975 von Bosch entwickelt, ursprüngliche Variante                                                             |
| SDS-top        | 14 mm                 | 212 mm2                                   | von Bosch für kleinere Maschinen zwischen 2 und 5 kg entwickelt seit 2009 eingestellt, kein Markterfolg       |
| SDS-max        | 18 mm                 | 160 mm2                                   | für schwere Bohrhämmer über 5 kg, ersetzt inzwischen weitgehend ältere Aufnahmesysteme (Keilwelle, Sechskant) |

Von ITW Spit gab es zwei konkurrierende Systeme, S2S-plus (10 mm) und S2S-max (18 mm), deren Bohrer zwar in entsprechende SDS-Maschinen passte, aber SDS-Bohrer nicht in die Bohrhämmer von ITW Spit.  
Zu den SDS-Bohrern besteht eine Namensähnlichkeit zum SDS-clic-Schnellspannsystem des Unternehmens Bosch. SDS-clic wird jedoch für die M14-Verschraubung von Schleif- und Trennscheiben mit Winkelschleifern verwendet.